# إيرفين إس. كوب
إيرفين إس. كوب (بالإنجليزية: Irvin Shrewsbury Cobb) هو كاتب وكاتب سيناريو وصحفي وممثل أمريكي، ولد في 23 يونيو 1876 في الولايات المتحدة، وتوفي في 11 مارس 1944 بنيويورك في الولايات المتحدة. من الجوائز التي نالها جائزة أوليفر هنري ‏ سنة 1922.

## جوائز
- جائزة أوليفر هنري [الإنجليزية]‏ (1922)

## وصلات خارجية
- إيرفين إس. كوب على موقع IMDb (الإنجليزية)
- إيرفين إس. كوب على موقع الموسوعة البريطانية (الإنجليزية)
- إيرفين إس. كوب على موقع أول موفي (الإنجليزية)
- إيرفين إس. كوب على موقع قاعدة بيانات برودواي على الإنترنت (الإنجليزية)
- إيرفين إس. كوب على موقع قاعدة بيانات الأفلام السويدية (السويدية)
- إيرفين إس. كوب على موقع إن إن دي بي (الإنجليزية)
- إيرفين إس. كوب على موقع قاعدة بيانات الفيلم (الإنجليزية)